# Evisceration Plague
Evisceration Plague (Plaga de Evisceración) es el undécimo álbum de la banda norteamericana Cannibal Corpse. Salió a la venta el 3 de febrero de 2009 a través del sello discográfico Metal Blade Records. Su álbum antecesor fue Kill, publicado en 2006 y producido por Erik Rutan, quien trabajó anteriormente con agrupaciones como Hate Eternal y Morbid Angel.
El bajista de la banda, Alex Webster, declaró: «El objetivo de Cannibal Corpse siempre ha sido intentar que cada álbum que publiquemos sea el más metalero de nuestra carrera. Esta vez fue más complejo conseguir este propósito porque estabamos muy satisfechos con nuestro anterior material Kill, pero sabíamos que si trabajabamos una vez más con Erik Rutan en los estudios de Mana Records, partiríamos del mismo nivel e incluso podríamos ir más lejos.»

## Lista de canciones
1. "Priests of Sodom"
2. "Scalding Hail"
3. "To Decompose"
4. "A Cauldron of Hate"
5. "Beheading and Burning"
6. "Evidence in the Furnace"
7. "Carnivorous Swarm"
8. "Evisceration plague"
9. "Shatter their bones"
10. "Carrion Sculpted Entity"
11. "Unnatural (con Erik Rutan de Hate Eternal)"
12. "Skewered From Ear to Eye"
13. "Skull Fragmented Armor" Bonus Track

## Miembros
- George Fisher - voz
- Alex Webster – bajo
- Rob Barrett - guitarra
- Pat O'Brien - guitarra
- Paul Mazurkiewicz – batería